# Karina Buhr
Karina Buhr é uma cantora, compositora, percussionista, poeta e atriz brasileira.
Nascida em Salvador, Karina Buhr mudou-se para o Recife aos 7 anos e começou na música em 1992, como baiana do maracatu Piaba de Ouro e batuqueira do maracatu Estrela Brilhante do Recife. Tocou com DJ Dolores e Orchestra Santa Massa, Erasto Vasconcelos, Antônio Nóbrega, fez parte das bandas Eddie, Comadre Fulozinha, Bonsucesso Samba Clube, Véio Magaba e suas Pastoras endiabradas, Zabumba Velha do Badalo, do bloco Angáàtãnamú e do afoxé Ylê de Egbá. Tem quatro álbuns autorais, "Eu menti pra você" (2010), "Longe de onde" (2011), "Selvática" (2015) e "Desmanche" (2019). Em 2022 lançou "Mainá" (Todavia), seu primeiro romance. Seu livro de estreia é "Desperdiçando Rima" (Fábrica 231), de poesias, crônicas e ilustrações.
Em 2025 atuou no longa Lispectorante, de Renata Pinheiro, e compôs e cantou na trilha sonora, incluindo o tema de abertura, da série “Maria e o Cangaço”, com direção de Beto Villares, na Disney +. Em 2024 fez direção musical, compôs e cantou na trilha da minissérie “Chabadabadá”, no Canal Brasil, cantou no single “Dora”, de Russo Passapusso, e lançou o single autoral “Poeira da Luz”.
Em 2020 compôs e gravou Saudades de Lá e Acordar e Perfumar, parcerias com Mauro Refosco e Joey Waronker, lançadas, em 2021, no Blue Marble Sky, disco de estreia da banda Jomoro. De 2020 a 2023 escreveu crônicas e ilustrou a coluna "Geralmente", na Revista Continente online. Em 2020 estreou no cinema como atriz em Meu Nome é Bagdá, filme de Caru Alves de Souza, vencedor do prêmio do júri da mostra Generations, na Berlinale. Na Berlinale também estrearam os longas Irmã (de Luciana Mazeto e Vinícius Lopes) e Alice Junior (de Gil Baroni), ambos com músicas de Karina na trilha sonora. Em 2020 fez a trilha sonora do curta Menarca, de Lillah Halla, em parceria com Zé Nigro.
Em 2018 a turnê Selvática passou por Portugal, na Casa da Música do Porto, no Festival Bairro Intendente em Festa, em Lisboa, e festival Músicas do Mundo, em Sines. 
Em 2010 ganhou o prêmio de artista revelação pela APCA (Associação Paulista dos Críticos de Arte) e tocou na Womex Copenhague, Dinamarca. Em 2011 tocou no festival Roskilde, na Dinamarca, no Rock in Rio em show com Marcelo Yuka, Cibelle e Amora Pêra. No Prêmio Bravo 2012 concorreu a melhor show nacional, ao lado de Marisa Monte e Gal Costa. Em 2014 se apresentou no Palau de la Musica Catalana, em Barcelona e El Matadero, em Madri, na turnê que também passou por Porto, Lisboa e Berlim.
De 2002 a 2007, em São Paulo, integrou o Teatro Oficina, de Zé Celso Martinez Corrêa, participando de As Bacantes e as cinco peças da montagem de Os Sertões, em cartaz em São Paulo, Salvador, Rio de Janeiro, Recife, Quixeramobim, Canudos e abrindo a temporada 2005/2006 do Volksbühne, em Berlim. O longa Sequestro Relâmpago (de Tata Amaral), o curta Enjaulados (de Kléber Mendonça Filho), o filme e a peça A Máquina (de João Falcão), a minissérie Clandestinos (de Guel Arraes e Flávia Lacerda, na Globo) e Descolados (de Luca Paiva Mello, na MTV) também tem músicas de autoria de Karina. No 45º Festival de Brasília do Cinema Brasileiro, ganhou o prêmio de melhor trilha sonora com o filme Era uma vez eu, Verônica (de Marcelo Gomes).   

## Biografia
Viveu intensamente a ebulição musical da cidade desde o começo dos anos 90, primeiro cantando e tocando percussão nos maracatus Estrela Brilhante do Recife e Piaba de Ouro, o Véio Mangaba e suas Pastoras Endiabradas, além de acompanhar cavalos-marinhos, rodas de coco e ciranda em Recife e no interior de Pernambuco e tocar em bandas como a Eddie, Bonsucesso Samba Clube, Dj Dolores e Orchestra Santa Massa, (com Erasto Vasconcelos e Antônio Nóbrega). Em 1997 formou a banda Comadre Fulozinha, com a qual lançou 3 discos, integrou trilhas sonoras, como do filme Deus é Brasileiro, fez várias turnês brasileiras e uma turnê mundial de 2 meses, entre França, Suíça, Suécia, Bélgica, Canadá e EUA. Foi com a Comadre Fulozinha que se revelou compositora e também ilustradora, com os desenhos das capas e encartes dos discos da banda (são dela também os desenhos do encarte de “Eu Menti pra Você”).
Radicada em São Paulo desde 2003, integrou a companhia Teatro Oficina Uzina Uzona, a convite do diretor José Celso Martinez Correa. Com o grupo participou de “As Bacantes” e das cinco peças que compõem “Os Sertões”, em temporadas em São Paulo, na turnê brasileira 2007 (Salvador, Recife, Rio de Janeiro, Quixeramobim e Canudos), na gravação dos DVDs e na abertura da temporada 2005/2006 do teatro Volksbühne, em Berlim. Com o grupo ganhou o Prêmio Shell São Paulo de Teatro 2002, na categoria melhor trilha sonora. Karina também integrou a banda da cantora Iara Rennó, como percussionista, em turnê do show Macunaíma Ópera Tupi. Participou das trilhas do filme e da peça “A Máquina” dirigidos por João Falcão, com direção musical de Dj Dolores e fez direção musical da trilha da peça “O Pequenino Grão de Areia”, de João Falcão, dirigida por Luciana Lyra. Tem participações em CDs da Mundo Livre s/a, Eddie, Erasto Vasconcelos, Antônio Nóbrega, Dj Dolores, Cidadão Instigado, Marina Lima, Anelis Assumpção, Bárbara Eugênia e nas coletâneas Reginaldo Rossi, Baião de Viramundo, Pernambuco em Concerto, Music from Pernambuco, Música de Pernambuco, Revista Bexiga Oficina do Samba, + SOMA, entre outras, além de incontáveis coletâneas virtuais, lançadas por blogs e sites de música, pelo mundo afora. Nas palavras da jornalista Patrícia Palumbo: “Tem que ouvir agora mesmo Karina Buhr! Compositora talentosa, singular, de poesia tocante. Canta bonito, escreve letras únicas, tem uma sonoridade incrível, nova, original”.
Seu álbum Desmanche foi eleito um dos 25 melhores álbuns brasileiros do segundo semestre de 2019 pela Associação Paulista de Críticos de Arte.

## Discografia
- 2010 - Eu Menti pra Você
- 2011 - Longe de Onde
- 2015 - Selvática
- 2019 - Desmanche

## Obra poética
- 2015 - Desperdiçando Rima (Rocco)[3]